# 紡糸

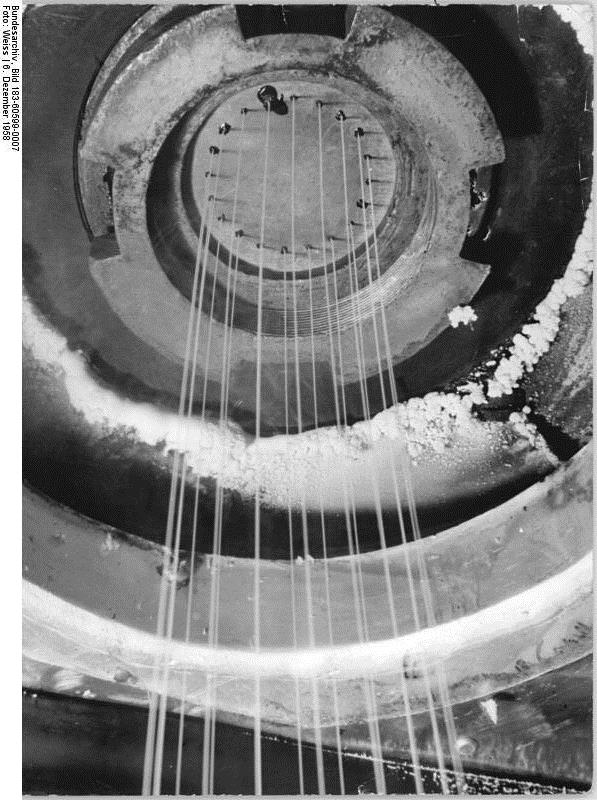
ポリアミド繊維用紡糸装置（ドイツ連邦公文書館所蔵）

紡糸（ぼうし、英: spinning）は、合成樹脂などの原料を口金から押し出し、引き伸ばして細長い繊維状にする工程である。紡糸技術は繊維工学の中でもとりわけ繊細で、高度な技術要素を含む。

## 紡績、製糸との違い
紡糸は、繊維状ではない原料を、押出成形の技術を応用して長繊維（フィラメント）に加工する工程である。石油由来の化学繊維だけでなく、天然のセルロースを溶解して作られる再生繊維においても紡糸を行う。短繊維から紡績によって作られた糸を「紡績糸」と呼ぶのに対し、長繊維から作られた糸そのものを「紡糸」（または、「フィラメント糸」）と呼ぶこともある。
紡績は、英語の綴りは紡糸と同じspinningであるが、短繊維（ステープル）を撚ることにより糸を作る工程である。主に木綿、麻、羊毛などでこの工程が採られるが、化学繊維の短繊維に対し紡績を行うこともある。その場合においても、化繊の短繊維は、紡績の前段階で「紡糸」の工程で作られる。
製糸（filature）はカイコが作り出した繭から生糸を得る工程を指す。後述の通り、カイコは紡糸に相当する働きで絹を作り出している。

## 紡糸法
紡糸は、原料を「とかして（融/溶）」「引き伸ばして」「固める」ことが基本的な原理となる。加熱して融かす溶融紡糸、溶媒に溶かす溶液紡糸があり、溶液紡糸の中でも溶媒を気化させて除去する乾式紡糸、凝固液中に繊維を沈殿させる湿式紡糸が代表的である。溶液紡糸はエネルギー消費が大きく、溶媒回収の必要もあり高コストであるが、高性能繊維を得ることができる。

### 溶融紡糸
溶融紡糸は溶液紡糸に比べると溶媒を使用しないため環境への負荷が低く、製造費も安価である。熱可塑性のある原料に適し、ポリエチレンテレフタレート(PET)、ナイロン、ポリプロピレンなどでこの方法が採られる。溶融紡糸は大きく分けて溶融工程（溶解工程）、ドラフト工程、延伸工程、熱処理工程の4工程からなる。
溶融工程において、高粘度のポリマーを加熱溶融する。溶融に必要な温度は原料により異なり、ノズル温度ではスチレン・ブタジエンゴム90℃、ポリウレタン170℃（加硫促進剤を配合したものは125℃）、低密度ポリエチレン140〜240℃、無定形ポリスチレン200〜250℃、結晶性ポリプロピレン220〜300℃、ポリカーボネート230〜290℃などとなる。安定剤や着色剤を添加する場合には溶融工程で混練される。
ドラフト工程では、溶融したポリマー原液を内径0.030〜0.150mmの孔をあけたノズル（紡糸口金）から吐出し糸状にしたのち、吐出速度を超える速度で引き伸ばしつつ融点以下に冷却して固化させる。巻取り速度/ノズル吐出速度の比を「ドラフト比」という。ドラフト比を高めすぎると、ドローレゾナンスと呼ばれる流動不安定性が発現する。
均一な粘度のまま孔を通過する必要から、ノズルの内部構造はできるだけシンプルであることが望まれる。孔は等間隔に環状に配列されることが多いが、直線状に配列される場合もある。ノズルの外面は、口金の突出のない平面な円板状とすることで保守性が向上する。円形以外の断面を持つ糸を「異形断面糸」といい、1959年にデュポンにより初めて工業化された。三角形の断面のナイロンは、光沢や汚れにくさをセールスポイントとしてカーペットなどに加工され販売された。繊維に求める風合いや吸水性、染色性などに応じてさまざまな断面形状が採られるが、絹の断面が三角形に近い形状であることから、シルクライク素材と呼ばれる絹に似た光沢を持つ化繊は、三角形の断面とすることが多い。ウールライク素材では、羊毛に似た嵩高性と保温性を持たせるため複雑な断面で紡糸される。ナイロンの側面に深い溝を持たせ、溝に含む空気で撥水性を高めた新素材も開発されている。
ドラフト工程で得た繊維は、通常は伸びが大きいためそのままでは実用にならない。この繊維を融点以下の適切な温度に加熱し、機械的に引き伸ばすことによって強度を持たせることができる。この工程を延伸という。延伸工程を省略し、毎分6,000〜8,000メートルの紡糸を行うPETの超高速紡糸も実用化され、さらにポリエステル繊維の毎分14000mの超高速紡糸も開発されている。
延伸した繊維を自由な状態で放置すると収縮が起きる。また、使用温度が高くなると収縮が増大する。経時変化と熱の影響を軽減するため、延伸温度より2〜3℃高い温度帯で、2組のゴデットロール間で等速ないしわずかに収縮する程度の回転比で熱処理工程（アニーリングとも）を行う。その後ボビンに巻き取り、繊維として完成する。さらに、布地に織られ、縫製されて被服などに加工されて消費者の手元に届く。

### 溶液紡糸

#### 乾式紡糸
アセテート繊維やポリウレタンなど、中粘度の非溶融性ポリマーを溶媒に溶解し、ノズルから加熱気体中に吐出させ、溶媒を蒸発させる方法である。基本的なプロセスは1950年代に確立しており、乾式紡糸特有の工程である糸条の乾燥以外は既存の溶融紡糸や湿式紡糸の技術が応用される。

#### 湿式紡糸
歴史的に最も古くからある紡糸法である。非溶融性ポリマーを溶媒に溶解することは乾式紡糸と同様であるが、吐出先は凝固液である。ポリマーが高温で溶融せず、溶媒が高温で不安定となる場合には湿式紡糸が選択される。湿式紡糸は、凝固のメカニズムにより相分離法、ゲル紡糸法、液晶紡糸法に区分できる。ポリアクリロニトリル（PAN）、ビスコースレーヨン、ベンベルグは相分離法で製造される。一般に溶融紡糸や乾式紡糸に比べて紡糸速度は低速であるが、PANは1,000〜2,000m/分の高速紡糸技術が開発されている。乾式紡糸は溶媒を揮発させるため高温で吐出されるのに対し、湿式紡糸は室温に近い温度帯で行われる。
ノズルと凝固液の液面との間に数mm〜数十cmの空隙を設ける乾湿式紡糸（エアギャップ紡糸）は、空隙部では抵抗が少ないため糸条は細く、繊維表面はなめらかで光沢ができる。紡糸速度の向上にも寄与することから、リヨセルやアクリル繊維の一部でこの方法が採られる。
線状のプレポリマーをジアミン溶液に吐出して、化学反応により繊維を得る方法は、「化学紡糸」あるいは「反応紡糸」と呼ばれる。

#### ゲル紡糸
ゲル紡糸は、超高分子量ポリエチレンなど重合度の高い屈曲性ポリマーを溶媒で溶解して紡糸し、高倍率に延伸可能なゲル状の糸にしたのち高強度・高弾性率繊維を製造する手法である。1970年代後半に、ポール・スミスにより発明された。
超高分子量ポリエチレンの溶媒には、テトラリン・デカリン・ナフタレン及びその部分水添化物・鉱油・パラフィンワックスなどが用いられる。ポリエチレンは、平面なジグザグ構造を持ち、嵩高な側鎖がなく、結晶性が良好で、分子鎖間に強い結合を有しない特性から最初にゲル紡糸の実用化に成功した。その後、PANやポリビニルアルコール（PVA）のゲル紡糸も開発された。PVAでは、溶媒にジメチルスルホキシドが使用される。

#### 液晶紡糸
液晶紡糸は、1968年に、デュポン社の研究者ステファニー・クオレクが発明した紡糸法である。液晶状態の原液はノズルを通過する際に分子が並行に配列する。紡出直後は配列がやや乱れるものの、その後の張力で回復・固化し、特別な延伸工程を経ずに繊維となる。
ポリ（パラ-フェニレン テレフタルアミド）は剛直性のある分子構造を持ち、液晶を形成する。これを硫酸など無機酸系溶媒に溶解し、紡糸することで得られるものが高機能アラミド繊維のケブラーである。このほか、俗に「スーパー繊維」と呼ばれる有機高機能繊維のうち、アラミドと同様に剛直性のある分子構造を持つPBO繊維（ザイロン）やポリアリレート繊維、PBZT繊維の製造にも液晶紡糸が採用されている。

### エレクトロスピニング
エレクトロスピニングは電界紡糸法とも呼ばれ、内径1mm以下のノズルに20kV程度の電圧を加え、ポリマー溶液に電圧印加しながら紡出する方法である。従来の溶融紡糸や湿式紡糸では困難であった材料も繊維にでき、電荷の反発力で溶液が引き伸ばされることから、微細な細さのナノファイバーが得られる利点がある。

## 複合紡糸
複数種の原料から繊維を形成する複合紡糸は、衣類の快適性をはじめとする品質向上だけでなく、複数の成分間を物理的に剥離する「割繊法」、あるいは一方を溶媒で除去する「海島繊維法」により極細繊維を得る目的でも行われる。海島繊維法とは、ポリエステルとポリエチレンを混合し紡糸した場合で例えると、断面のポリエチレンの海の中に、ポリエステルの島が分散して浮いているように見える。海にあたるポリエチレンを溶媒で除去することで、ポリエステルの極細繊維が得られる。従来の直接紡糸法では直径3マイクロメートル以下の繊維を製造することは困難と考えられるが、海島繊維法では直径数百ナノメートルレベルの極細繊維の製造が可能となる。この技術で開発されたのが、人造皮革「クラリーノ」である。
多種のポリマーを混合して一つの原液を作り紡糸する方法では、1937年にイタリアのCISA Viscosa社によりビスコースとカゼインの複合繊維「Cisalfa」が実用化されている。複数の原液を別々に調製し、口金付近で組み合わせて紡糸する方法は、1937年にドイツのIG社が発明、わずかに遅れて日本の新興人絹でもIGとは別に同種の発明がなされた。

## 紡糸直結型不織布
紡出される長繊維を、ボビンの巻取りに代えて連続的に不織布にしたものである。短繊維を高圧水流で絡ませるスパンレース法に対し、この製造法は「スパンボンド法」とも呼ばれる。主にポリエステル、ポリプロピレン、ナイロンなどを溶融紡糸し、エアジェットあるいはロールで延伸してネットコンベア上に捕集し、熱ロールで圧着したものが主力である。医療・衛生資材、土木・建築資材など幅広い用途で使用される。湿式紡糸によるキュプラの不織布も生産されており、医療用のほかティーバッグなどにも利用される。

## 生物紡糸
1883年、イングランドの化学者ジョゼフ・スワンはニトロセルロースから人造繊維を作ることに成功。翌年、フランスのイレール・ド・シャルドネにより工業化され、繊維工業としての紡糸の歴史が始まった。そのはるか以前から、紡糸は自然界においても行われている。
節足動物の中には繊維を形成する種があり、これらを紡糸生物という。なかでも、カイコによる絹やクモの網は良く知られている。カイコの幼虫の体内には絹が形成される左右一対の絹糸腺があり、後部糸腺ではタンパク質を主成分とするフィブロイン、中部糸腺では同じくタンパク質を主成分としたセリシンが合成され腺腔内に分泌される。フィブロインは中部糸腺に流入し、セリシンに包まれ前部糸腺に移動する。中部糸腺で形成されたゲル状の液状絹は、液晶状態を作り粘度を下げて細長い管を通過させる。このメカニズムは液晶紡糸に相当する。液状絹は前部糸腺前方の紡糸管で繊維化され、紡糸管中の共通部と呼ばれる器官で左右の絹糸腺の液状絹が1本に合わさる。これは複合紡糸に相当する。
繭を形成する段階において、75〜86%ほどの水分を含む液状絹で吐糸口を満たし、接着剤の役割を持つセリシンで適切な場所に付着させ、カイコ自身の頭部のアラビア数字の「8」の字を描くような動きで糸を引き出して繭を作る。カイコの体外に出た繊維からは水分が蒸発する。これは乾式紡糸と共通する。カイコの糸は微細なフィブリルが集まって、三角形に近い断面を持つフィブロインを形成する。左右の絹糸腺から1本ずつ、2本のフィブロインが並列してセリシンに包まれて吐糸口から出てくるが、絹糸として利用されるのはフィブロインのみであり、セリシンはマルセル石鹸や炭酸ナトリウムなどのアルカリで除去される。この工程を精練という。繭の繊維中、フィブロインは70〜80%、セリシンは20〜30%%、無機物0.7%と微量のワックスや色素が含まれるが、無機物のうちカルシウムイオンとカリウムイオンはカイコ体内での液状絹の粘度調整に重要な役割を果たす。
カイコの紡糸速度は毎秒約1cmで、合成繊維の高速紡糸に比べるとあまりにも緩やかであるが、延伸や熱処理の過程も、化石燃料も必要とせず、タンパク質を原料として常温常圧下で優れた繊維を作り出す。6000年以上前の中国の遺跡から絹を使用した衣料の痕跡が発見されたように、古来より人類は絹を利用し、渇望し、模倣を目指してきた。人為的な繊維の開発において、カイコを師とし絹を手本としたことは、ジョゼフ・スワンによる初めての人造繊維に「Artificial Silk（人工の絹）」と名付けられたことがその証左である。今日まで人類の手によって優れた性質を持つさまざまな化学繊維や合成繊維が開発されてきたが、いまだ絹の完全な模倣には至っていない。